# Marzan
Marzan (bret. Marzhan) – miejscowość i gmina we Francji, w regionie Bretania, w departamencie Morbihan.
Według danych na rok 1990 gminę zamieszkiwało 1736 osób, a gęstość zaludnienia wynosiła 51 osób/km² (wśród 1269 gmin Bretanii Marzan plasuje się na 363. miejscu pod względem liczby ludności, natomiast pod względem powierzchni na miejscu 211.).